# Подмышечная артерия
Подмы́шечная арте́рия, подкрыльцо́вая артерия (лат. artéria axilláris) — продолжение подключичной артерии в подмышечную полость. 

## Топография
Начинается на уровне латерального края I ребра и заканчивается на уровне нижнего края большой грудной мышцы, где переходит в плечевую артерию. 

## Ветвление
В артерии выделяют три отдела, соответственно одноименным треугольникам передней стенки подмышечной области.
- Ключичногрудной отдел;
- Грудной отдел;
- Подгрудной отдел.

### Ключичногрудной отдел
- Подлопаточные ветви (лат. rr. subscapulares) кровоснабжают подлопаточную мышцу;
- Верхняя грудная артерия (лат. a. thoracica superior) кровоснабжает межрёберные мышцы в первом и втором межрёберных промежутках, отдаёт тонкие ветви к грудным мышцам;
- Грудоакромиальная артерия (лат. a. thoracoacromialis);

1. акромиальная ветвь (лат. r. acromialis) принимает участие в образовании акромиальной сети, кровоснабжающей акромиально-ключичный;
2. ключичная ветвь (лат. r. clavicularis) непостоянная, питает ключицу;
3. дельтовидная ветвь (лат. r. deltoideus) кровоснабжает дельтовидную и большую грудную мышцы и участки кожи, которые соответствуют этим мышцам;
4. грудные ветви (лат. rr. pectorales) питают большую и малую грудные мышцы[3].

### Грудной отдел
- Латеральная грудная артерия (лат. a. thoracica lateralis) спускается по передней зубчатой мышце, разветвляется и отдаёт латеральные ветви молочной железы (лат. rr. mammarii laterales).

### Подгрудной отдел
- Подлопаточная артерия (лат. a. subscapularis);

1. Грудоспинная артерия (лат. a. thoradorsalis) кровоснабжает переднюю зубчатую и большую грудную мышцы, широчайшую мышцу спины;
2. Артерия, огибающая лопатку (лат. a. circumflexa scapulae) идёт через трёхстороннее отверстие задней стенки подмышечной полости к подостной мышце;

- Передняя артерия, огибающая плечевую кость (лат. a. circumflexa humeri anterior) по хирургической шейке плечевой кости к плечевому суставу и дельтовидной мышце;
- Задняя артерия, огибающая плечевую кость (лат. a. circumflexa humeri posterior) через четырёхстороннее отверстие к дельтовидной мышце. Анастомозирует с передней артерией, огибающей плечевую кость.